# 리오로 가는 길
리오로 가는 길(Road To Rio)은 미국에서 제작된 노먼 Z. 맥레오드 감독의 1947년 모험, 코미디, 뮤지컬, 멜로/로맨스 영화이다. 빙 크로스비 등이 주연으로 출연하였다.

## 출연

### 주연
- 빙 크로스비
- 밥 호프
- 도로시 라무어

### 조연
- 게일 손더그라드
- 프랭크 파이른
- 조셉 비탈
- 프랭크 푸글리아
- 네스토 파이바
- 로버트 바랫

## 제작진
- 미술: 한스 드레이어